# Ilse Brem
Ilse Brem (* 22. März 1945 in Aggsbach in der Wachau) ist eine österreichische Lyrikerin und Schriftstellerin.

## Leben
Ilse Brem lebte in der Kindheit in Pöchlarn und in Marbach an der Donau und ging in Pöchlarn und St. Pölten in die Schule.
Ilse Brem schreibt Lyrik und Prosa und malt und zeichnet Grafiken, Aquarelle und Collagen und illustrierte ihre Bücher selbst.
Ilse Brem lebt und arbeitet seit 1972 in Wien, ist verheiratet und hat einen Sohn.

## Auszeichnungen
- 1981 Theodor-Körner-Preis für Lyrik
- 1994 Theodor-Körner-Preis für Prosa
- 1996 Förderungspreis des Landes Niederösterreich für Literatur

## Publikationen
- Spiegelungen. Lyrik, Heimatland-Verlag, 1979.
- Beschwörungsformeln. Lyrik, Edition Roetzer, Eisenstadt 1981.
- Lichtpunkte. Gedichte, Universitätsverlag Carinthia, 1983.
- Das Lied überm Staub. Essays, Calatra Press, Lahnstein 1984.
- Stationen. Gedichte, Weilburg Verlag, Wiener Neustadt 1984.
- Das Gesicht im Gesicht. Kurzprosa und Gedichte, Edition Roetzer, Eisenstadt 1985.
- Aufbruch zur Hoffnung. Gedichte, Edition Roetzer, Eisenstadt 1986.
- Die Antwort ist Schweigen. Gedichte, Edition Roetzer, Eisenstadt 1987.
- Funksprüche. Gedichte, Edition Roetzer, Eisenstadt 1988.
- Grenzschritte. Gedichte, Edition Roetzer, Eisenstadt 1990.
- Spuren der Stille. Gedichte, Edition Atelier, Wien 1991. Russische Übersetzung, 2001.
- Engel aus Stein. Bulgarische Übersetzung, Gedichte, ABG-Verlag, Sofia 1993.
- Licht der Schatten. Gedichte, Verlag Der Apfel, Wien 1995.
- Verschwiegene Landschaften. Erzählungen, Verlag Der Apfel, Wien 1996.
- Bruchstücke. Gedichte, Österreichisches Literaturforum, Krems 1999.
- Tvarou v Tvar. Slowakische Übersetzung, 2000.
- Strömungen. Slowakische-Österreichische Prosaanthologie, Hrsg. und Autorin, Österreichisches Literaturforum, Krems 2001.
- Fragezeichen. Erzählungen, Edition Doppelpunkt, Wien 2001.
- Spuren der Stille. Gedichte, Russische Übersetzung, 2001.
- Gitter. Gedichte und Prosa, Verlag VA bENE, Klosterneuburg 2003.
- Wortbrücken. Erzählungen, Gedichte und Grafiken, Hrsg. und Autorin, Verlag VA bENE, Klosterneuburg 2005.
- Dni Policzone. Erzählungen, Gedichte und Grafiken der Autorin, Polnische Übersetzung, Verlag Biblioteka Telgte, Warschau 2005.
- Nur ein kurzer Flügelschlag. Gedichte und Grafiken der Autorin, Berenkamp Buch- und Kunstverlag, Innsbruck / Wien 2007.
- Licht am Horizont. Gedichte, Parabeln und Grafiken der Autorin, Berenkamp Buch- und Kunstverlag, Innsbruck / Wien 2010.
- Unter einem fremden Himmel. Gedichte und Grafiken der Autorin, Berenkamp Buch- und Kunstverlag, Innsbruck / Wien 2013.

Anthologien und Literaturzeitschriften
- Ralph Grüneberger (Hg.)/Gesellschaft für zeitgenössische Lyrik. Poesiealbum neu. Ausgaben 2/2008, 3/2008, 1/2009, 1/2011.